# Joan Jonas
Pour les articles homonymes, voir Jonas (homonymie).
Joan Jonas est une cinéaste, vidéaste, performeuse, sculptrice et dessinatrice née en 1936 à New York.
Ayant débuté comme sculptrice, encouragée par Henry Rox, Joan Jonas développe à partir de la fin des années 1960, une réflexion autour de la performance nourrie par sa fréquentation des lieux d'expérimentation comme le Judson Dance Theatre.
Réalisées aussi bien en intérieur qu'en extérieur, dans des galeries d'art, des théâtres ou des lofts, ses performances utilisent le cinéma, puis la vidéo, pour jouer avec l’idée de direct et de différé. Pionnière dans ce type de démarche, Joan Jonas juxtapose et mêle son, mouvement et images pour faire apparaître des objets multiformes.
Joan Jonas est une des plus importantes artistes femmes aux États-Unis dont l’œuvre est présente dans plusieurs musées comme le MOMA et le Stedelijk Museum (Amsterdam).
Elle a participé à de nombreuses biennales artistiques notamment dans plusieurs éditions de la Documenta, aux Biennales de Taipei, Sydney et Sao Paulo. Elle a représenté les États-Unis à la 26e Biennale de Venise en 2015 avec son installation vidéo They Come to Us Without a Word pour laquelle elle a été honorée d'une mention spéciale comme une artiste dont l'oeuvre et l'influence dans l'art ont été majeures.
Joan Jonas est lauréate des Arts du Prix de Kyoto 2018.

## Principales œuvres
- Organic Honey’s Visual Telepathy (1972)
- The Juniper Tree (1976)
- Volcano Saga (1985)
- Revolted by the Thought of Known Places… (1992)
- Woman in the Well (1996/2000)
- Her portable My New Theater series (1997-1999)
- Lines in the Sand (2002)
- The Shape, The Scent, The Feel of Things (2004)
- Reading Dante III (2009)